# Klaudia Kazimierska
Klaudia Kazimierska (ur. 3 września 2001 we Włocławku) – polska lekkoatletka specjalizująca się w biegach średniodystansowych.
W 2017 została srebrną medalistką olimpijskiego festiwalu młodzieży Europy w biegu na 1500 m z czasem 4:23,17. Rok później zdobyła brązowy medal mistrzostw Europy juniorów młodszych w biegu na 1500 m z czasem 4:22,90.
W 2020 została wicemistrzynią Polski w biegu na 1500 m z czasem 4:18,25.
W 2024 została mistrzynią Polski w biegu na 1500 metrów z czasem 4:10,96
Reprezentantka klubu LKS Vectra Włocławek trenowana przez Agnieszkę Nowakowską. Była uczennica Liceum Ogólnokształcącego im. ks. Jana Długosza w Zespole Szkół Katolickich we Włocławku.
Rekordy życiowe:
- bieg na 800 metrów – 2:00,23 (Los Angeles, 20 lipca 2024)
- bieg na 1500 metrów – 3:59,66 (Chorzów, 16 sierpnia 2025)